# Ravensburg
Ravensburg je historické velké okresní město v Horním Švábsku v jižním Německu, asi 20 km od Bodamského jezera. Je okresním městem okresu Ravensburg v Bádensku-Württembersku.

## Historie
Ravensburg byl prvně zmíněn v roce 1088. Ve středověku byl svobodným obchodním městem a důležitým obchodním centrem. Velká Obchodní Společnost Ravensburská vlastnila obchody a obchodní společnosti po celé Evropě. Historické centrum města je stále uzavřené a to třemi branami a více než 10 věžemi středověkého opevnění.
Nejpopulárnějším městským festivalem je Rutenfest.[zdroj⁠?!]

## Osobnosti
- Jindřich Lev (1129/1131–1195), vévoda saský a bavorský
- Klaus Schwab (* 1938), ekonom, zakladatel Světového ekonomického fóra
- Ömer Toprak (* 1989), turecký fotbalista

## Galerie

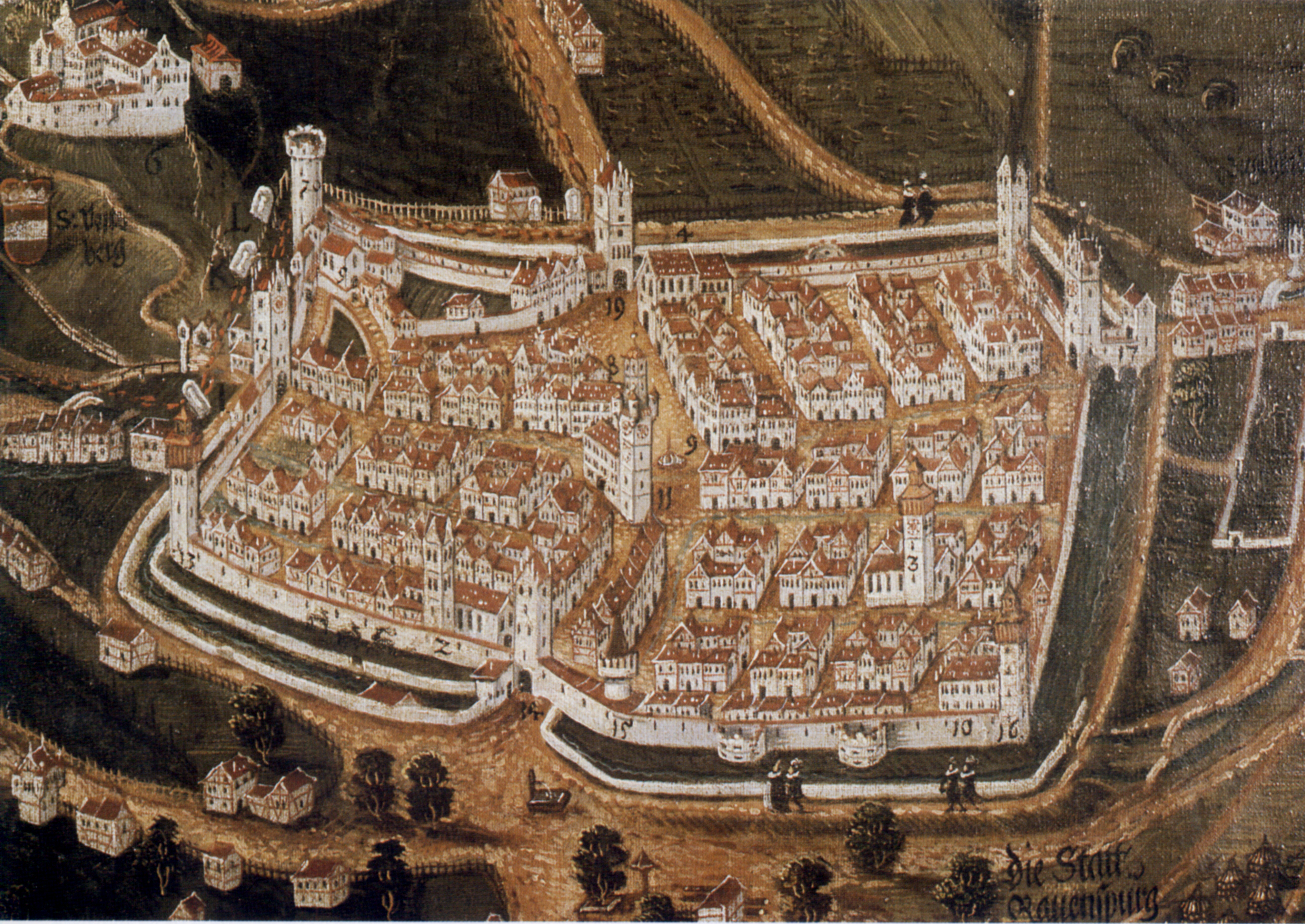
Pohled na Ravensburg 1622
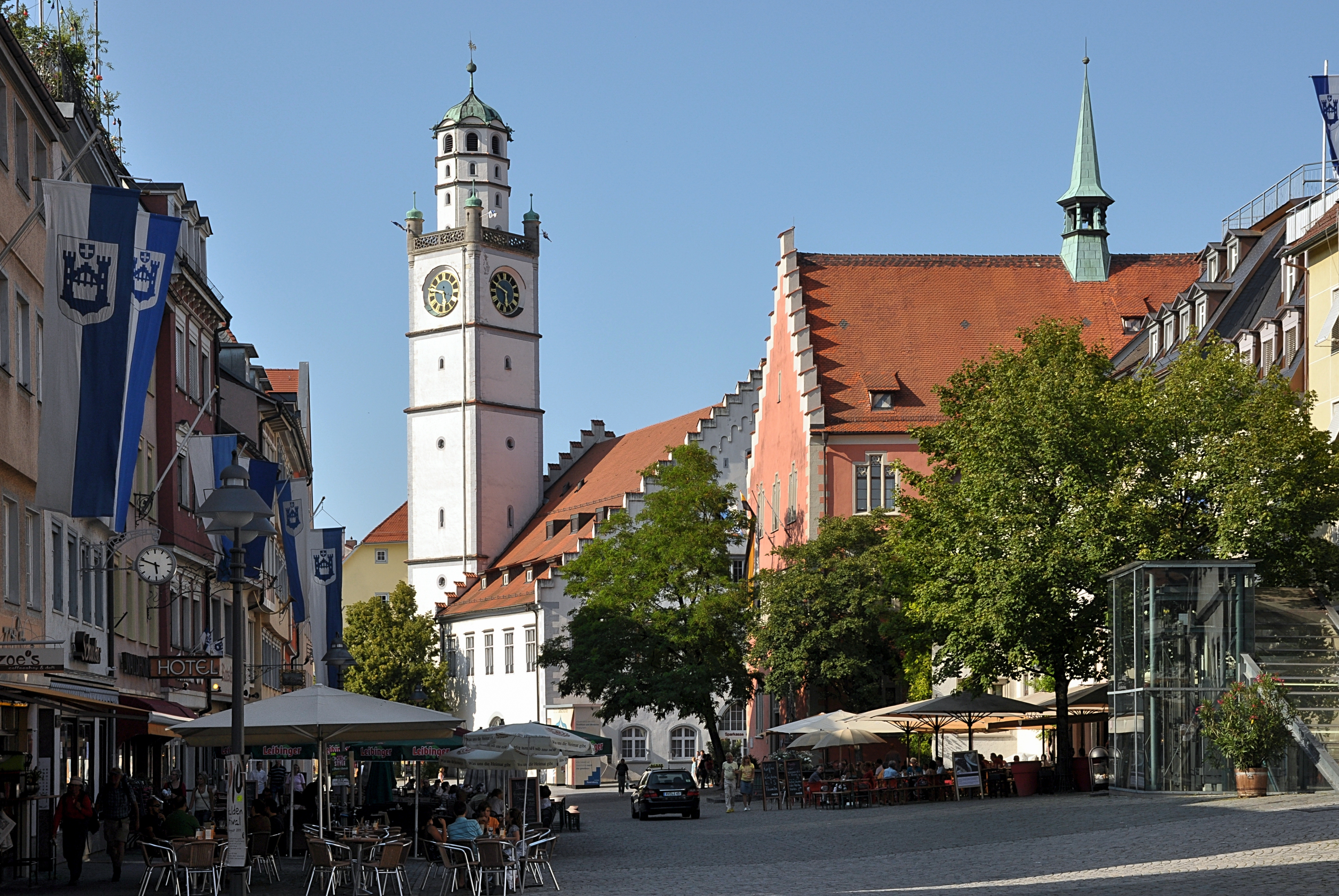
Blaserturm a radnice
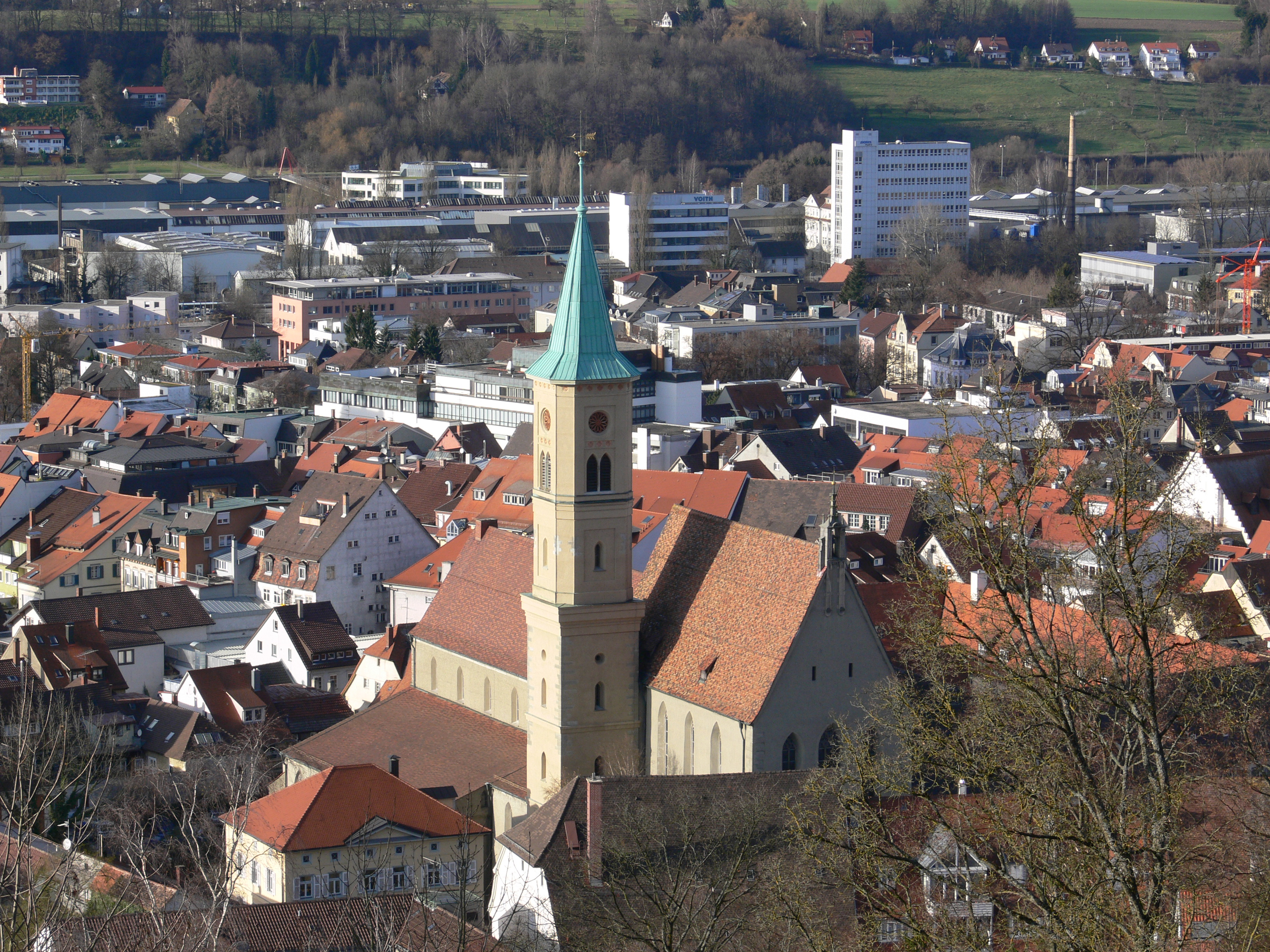
Evangelický kostel
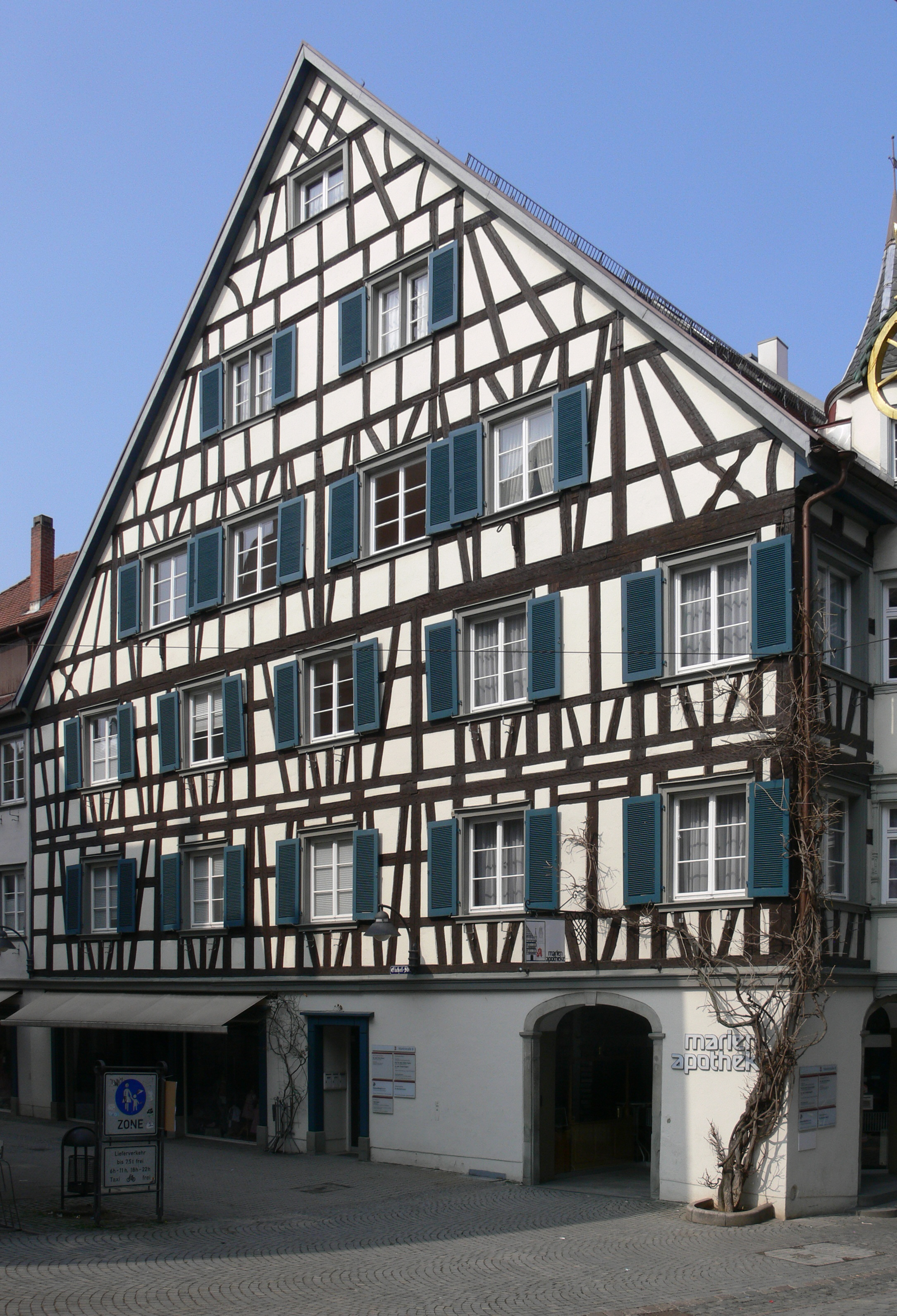
Marienapotheke
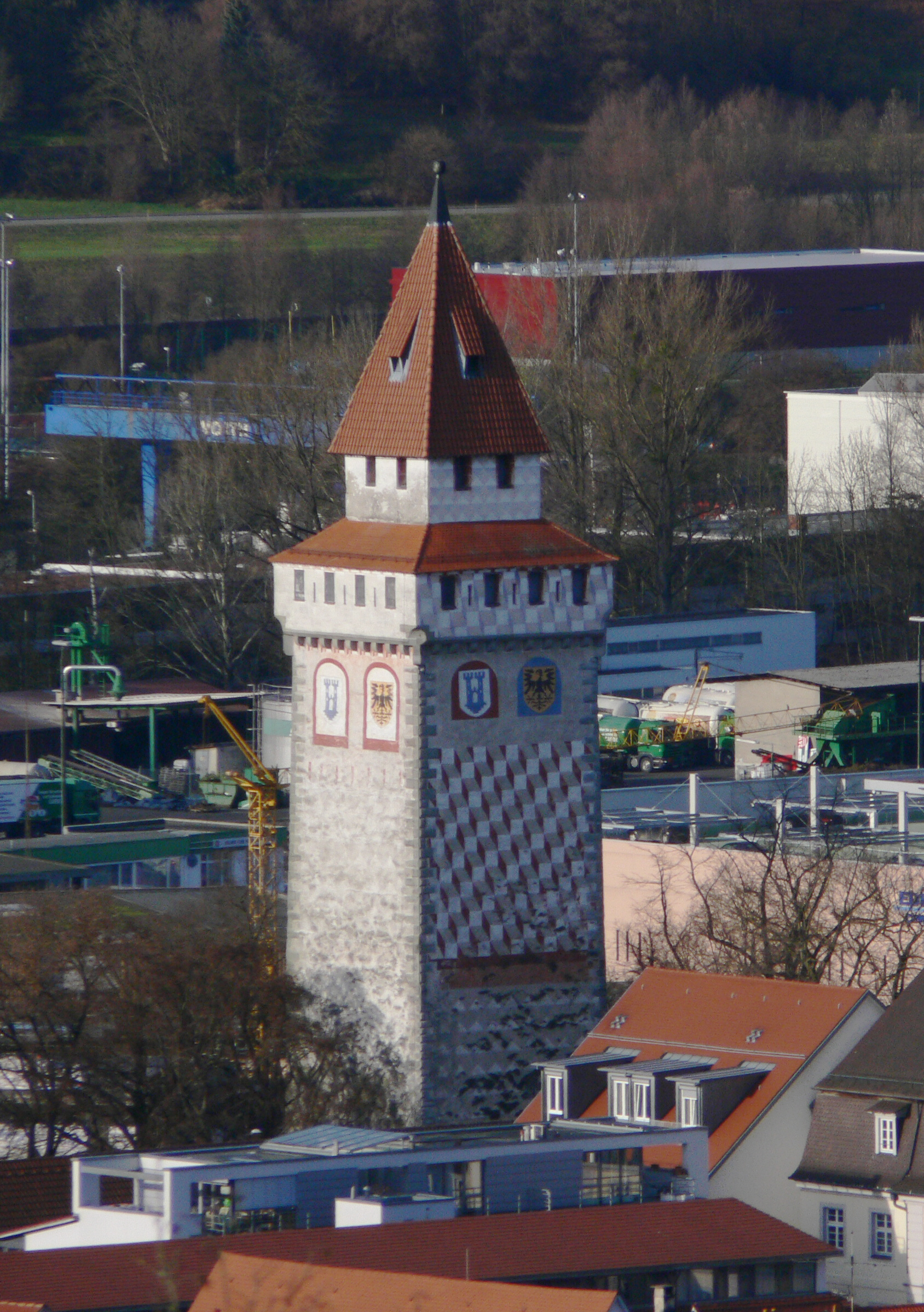
Malovaná věž
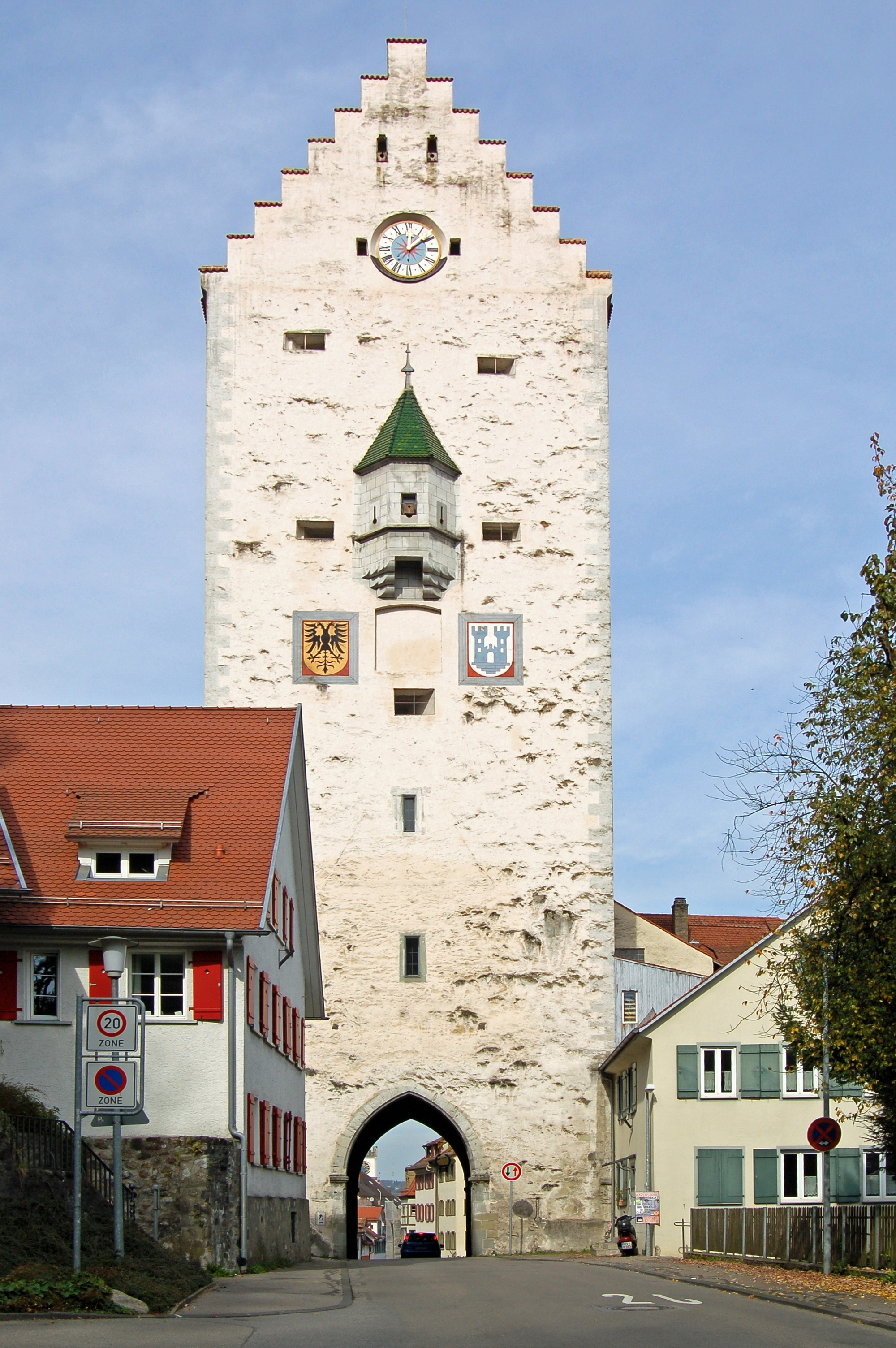
Horní brána
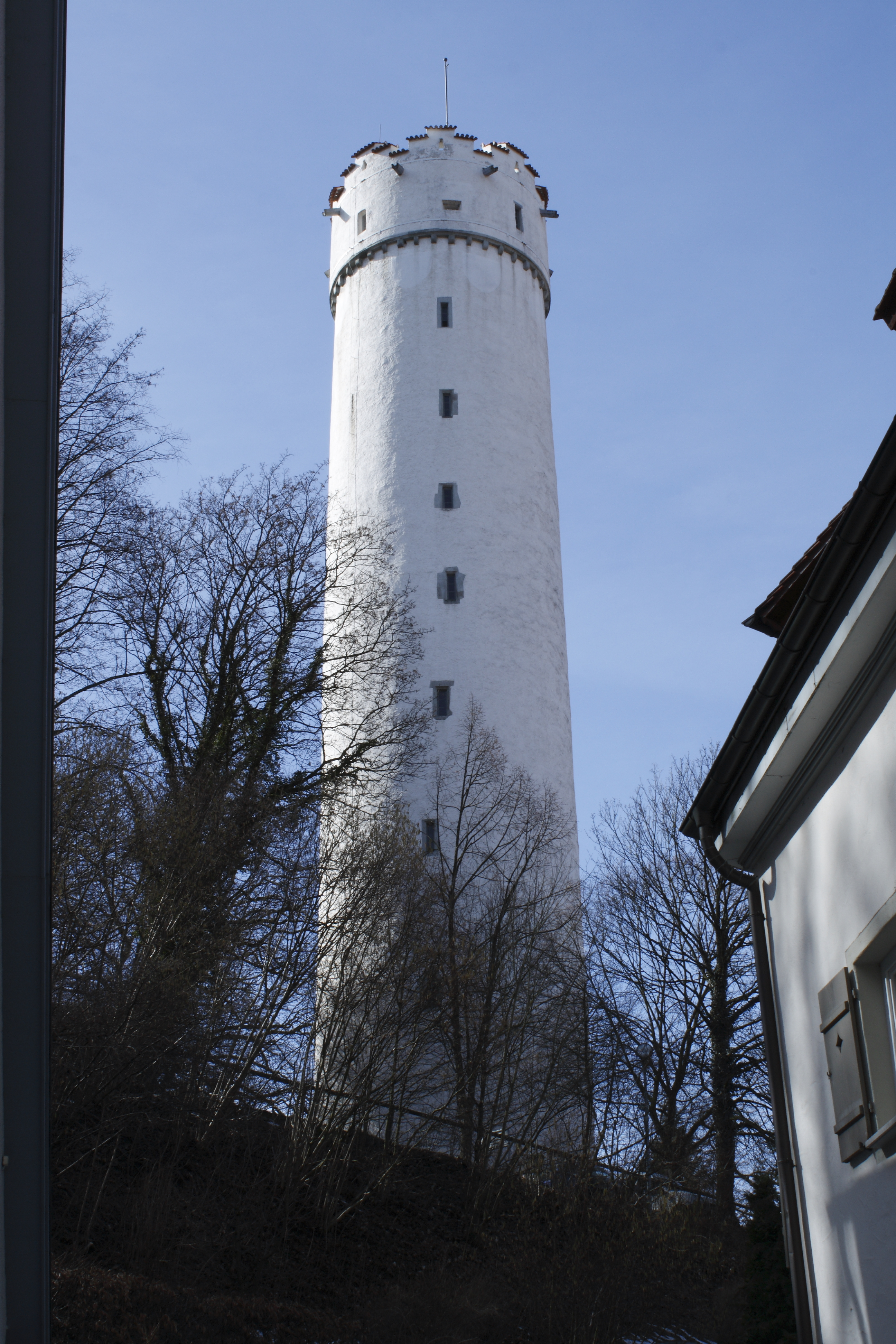
Mehlsack

## Externí odkazy

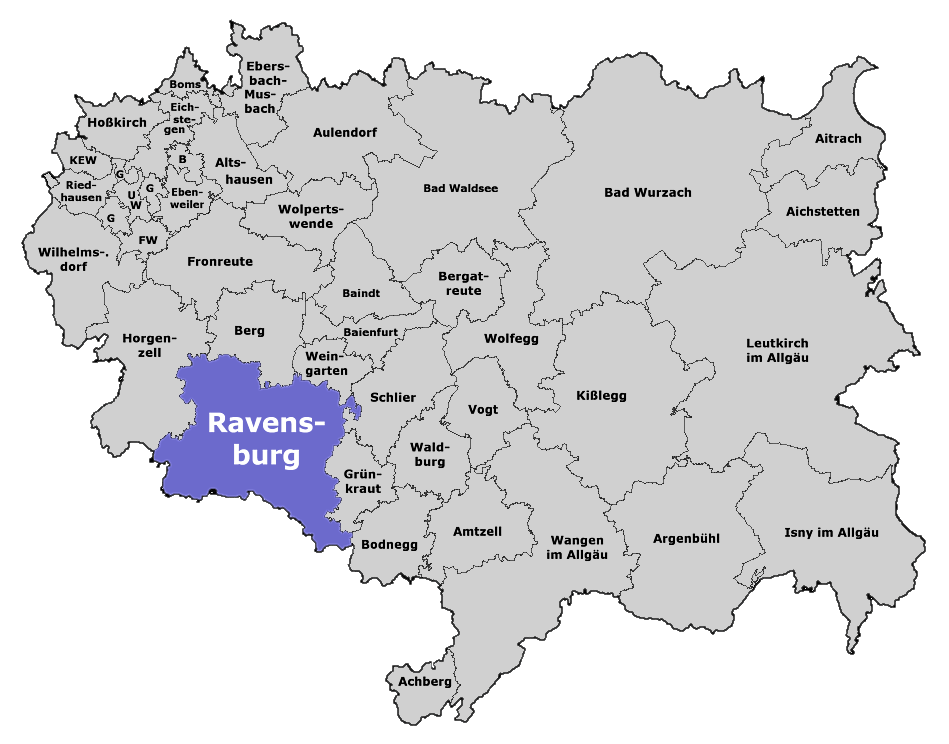
Poloha města v okresu